# Toni Carabillo
Toni Carabillo (1926–1997) fue una historiadora, diseñadora gráfica, escritora y feminista estadounidense.

## Biografía
Toni Carabillo era aborigen de Jackson Heights (Queens); hija de Virginia Ann Carabillo. En 1948, obtuvo su grado de B.Sc. por el Middlebury College; y, un año después, su Master of Arts MA por la Universidad de Columbia.

## Carrera
Trabajó, por once años, en la empresa de software "System Development Corporation", como subgerente de comunicaciones corporativas. Terminó su trabajo allí, después de participar en una encuesta no autorizada de empleadas que mostraban discriminación sexual en los ascensos y salarios. Y, en 1966, se unió a la Organización Nacional de Mujeres (Corporación de Patrimonio de la Mujer) (NOW).
En 1969, fundó "Women's Heritage Corporation" ("Corporación del Patrimonio de la Mujer"). La corporación publicó una serie de libros de bolsillo, sobre mujeres como Lucy Stone y Elizabeth Cady Stanton, así como almanaques y calendarios. En 1970, formó una empresa de artes gráficas, la "Women's Graphic Communications" ("Comunicaciones gráficas de Mujeres") con su pareja Judith Meuli en Los Ángeles. La firma produjo y distribuyó libros, periódicos, botones partidarios y alfileres.
En 1977, pasó a trabajar, como asociada del Instituto de la Mujer para la Libertad de Prensa (WIFP por su acrónimo en inglés). WIFP es una organización editorial estadounidense, sin fines de lucro. La organización trabaja para aumentar la comunicación entre mujeres y conectar al público con formas de medios basados en mujeres.
En 1987, fue cofundadora de la Feminist Majority Foundation con Judith Meuli, Eleanor Smeal, Katherine Spillar, y Peg Yorkin. Fue vicepresidenta nacional de la organización. Y, luego ayudó a establecer capítulos de California de NOW. Fue presidenta del capítulo de Los Ángeles y miembro de la junta nacional (1968–1977) y su vicepresidenta (1971–1974). También coeditó las publicaciones nacionales de NOW: NOW Acts (1969–1970) y el National NOW Times (1977–1985). También editó la publicación nacional de NOW: "Hazlo NOW" con Meuli. También crearon una línea de joyería feminista que recaudó dinero para NOW y la campaña de la Enmienda de Igualdad de Derechos.
Tras siete años de lucha contra un linfoma y cáncer de pulmón, Carabillo falleció el 28 de octubre de 1997, en Los Ángeles. Ella había estado trabajando en "Las crónicas feministas del siglo XX" en el momento de su muerte.

## Obra

### Algunas publicaciones

#### Coautoría
- The Feminization of Power (1988) con Judith Meuli, × + 147 p. ilustr. ISBN 0929037022 ISBN 9780929037028

- estudios sobre la mujer Feminist Chronicles, 1953-1993 (Crónicas feministas) (1993) con Judith Meuli y June Csida; × + 306 p. ISBN 0963491202 ISBN 9780963491206[5][11]

- The Feminization of Power (La Feminización del Poder), × + 148 p. ISBN 0929037022 ISBN 9780929037028; texto surgido de una exhibición itinerante que Meuli y Carabillo crearon, para una campaña de Feminización del poder, en doce ciudades, para empoderar a las mujeres; postulándose para un cargo en 1988.[5]